# 包克陶洛蘭特哈佐

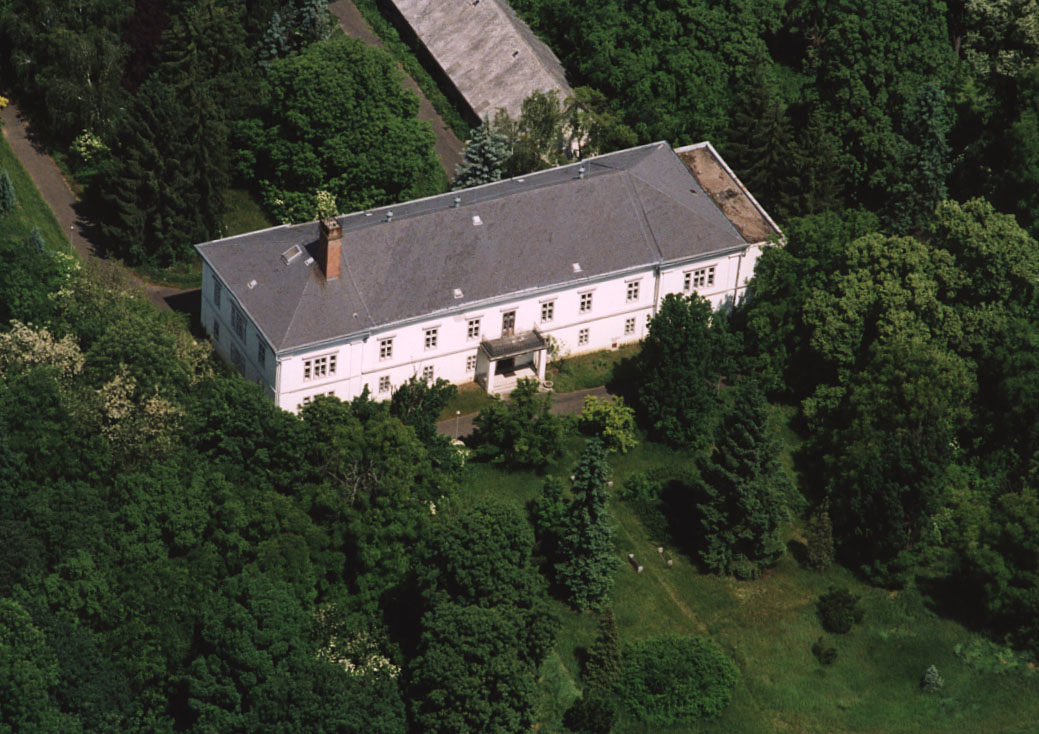

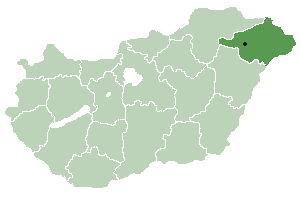

包克陶洛蘭特哈佐（匈牙利語：Baktalórántháza）是匈牙利的城鎮，位於該國東北部，由索博尔奇-索特马尔-拜赖格州負責管轄，面積35.25平方公里，2011年人口4,350，其中約四成居民信奉基督教。

## 外部連結
- Official Website （页面存档备份，存于） in Hungarian

48°00′N 22°05′E / 48.000°N 22.083°E